# آدن بالدوین
آدن بالدوین (انگلیسی: Aden Baldwin؛ زادهٔ ۱۰ ژوئن ۱۹۹۷) بازیکن فوتبال اهل بریتانیا است.
از باشگاه‌هایی که در آن بازی کرده‌است می‌توان به باشگاه فوتبال بریستول سیتی اشاره کرد.